# 割譲
割譲（かつじょう、英語・仏語：cession）とは、他の法的実体へ所有物（財産）を譲渡すること。特に国際法では条約により領土を移転すること。割譲対象の土地は割譲地と表現され、逆に譲渡を受けることは割取（かっしゅ）と表現されることがある。国際法では領域権原の一つとされる。
Ballentine's Law Dictionaryでは、「割譲とは、引き渡すこと、諦めて手放すこと、あるいは他の機関に有利な会議体により管轄権を放棄すること」 と定義している。管轄権を有する土地、領土が強制的に放棄される併合とは対照的に、割譲は自発的、あるいは少なくとも明白に自発的にみえる行為による。

## 領土・領域の割譲例
アメリカ合衆国では、1790年、メリーランド州とバージニア州が、前年のアメリカ合衆国憲法での合意にもとづき、連邦政府に土地をともに割譲したことによりコロンビア特別区が成立した。ただし、バージニア州から割譲された土地の一部、ポトマック川以南の領域は1847年にバージニア州に返還された。これは"retrocession"（レトロセッション、返還での割譲）として知られている。
アジアでは、阿片戦争（1839年 – 1842年）とアロー戦争（1856年 – 1860年）の結果、香港島が1842年の南京条約により、九龍半島南部が1860年の北京条約により清国政府からそれぞれイギリスに割譲され、さらに日清戦争で清が敗北した結果、台湾は1895年に日本に割譲された例がある。
領土の割譲は、金銭の支払いによっても成立することがあり、例としてはルイジアナ買収とアラスカ購入がある。

## 各法分野

### 契約法
契約法では、割譲は、明け渡し（英: yielding up）あるいは放棄（英: release）とされる。フランスは1803年4月30日のパリでのルイジアナ買収条約によリアメリカ合衆国にルイジアナを割譲した。スペインは1819年2月22日のアダムズ＝オニス条約（1821年7月10日発効）によってフロリダ州東部と西部を割譲した。この他に、ニューヨーク州、バージニア州、マサチューセッツ州、コネチカット州、サウスカロライナ州、ノースカロライナ州、ジョージア州でそれぞれ割譲が行われた。

### 市民法
大陸法における私法体系では、割譲は、譲渡（英: assignment）と同等とされ、人的請求が譲渡人（英: cedent）から譲受人（英: cessionary）へと移転される行為をいう。物権が引渡しによって移転されるのに対して、人的権利（債権）は割譲によって移転される。 債務者の債務が移転される場合であれば、譲受人は完全にその債務を代わりに負うことになる。また、譲渡人は、元の請求権を失い、譲受人が新たにその権利を獲得する。

### 教会法
教会法の分野では、聖職者が司教に叙階されるとき、あるいは主任司祭または教区牧師が特免状なしで別の聖職禄を受けるとき、最初の聖職禄は法的な割譲または放棄によって無効となる。

## レトロセッション
"retrocession"（レトロセッション）とは、元へ返還する形での割譲をいい、例えば割譲されていた土地といった"事物"の返還をいう。具体例としては次の通り。
- コロンビア行政区の返還（英語版）、バージニア州への再度の割譲であり、そして潜在的にはメリーランド州へのその可能性がある事象。コロンビア特別区を創設するために割譲された。
- スペインからフランスへのルイジアナ（ヌエバ・エスパーニャ）の割譲[注釈 5]、正式にはアメリカ合衆国がフランスからルイジアナ購入によりその土地を受け取るたった3週間前に完了した。

### 保険分野
保険分野では再々保険（英: retrocession） は、一般に再保険契約または再々保険契約によって運営され、再保険に適用される原則は再々保険にも適用される。